# Kofçaz (district)
Kofçaz is een Turks district in de provincie Kırklareli en telt 3.288 inwoners (2007). Het district heeft een oppervlakte van 464,5 km².
De bevolkingsontwikkeling van het district is weergegeven in onderstaande tabel.
| 1997  | 2000  | 2007  |
| ----- | ----- | ----- |
| 4.282 | 4.166 | 3.288 |